# CA-125
CA-125 (cancer antigen 125) é um marcador tumoral que se mede no sangue podendo estar presente em alguns tipos de câncer, todavia não é específico, estando relacionado com outras enfermidades  (cirrose, endometriose, hepatite, pancreatite, cistos no ovário)ou até mesmo presente em pessoas sadias. Formado por uma glicoproteína de alto peso molecular. É muito utilizado em casos de um possível diagnóstico de câncer de ovário, pois no caso de mulheres na pós menopausa com massas anexias, em 80% dos casos em que o marcador está elevado, há a enfermidade. Seu valor de referência é 35 U/ml e pode chegar até 65 U/ml em casos de maior especificidade. É produzido em vários tipos de tecidos como mesotélios, trompas de Falópio, endocérvix e fundo vaginal. Não é encontrado no ovário normal.